# Euthecta
Euthecta là một chi bướm ngày thuộc họ Lycaenidae.